# Xenogenesis (Kurzfilm)
Xenogenesis ist ein US-amerikanischer 35-mm-Kurzfilm von James Cameron und R.L.A. Frakes aus dem Jahr 1978. Der Film ist Camerons Regiedebüt.
Aufgrund des knappen Budgets konnten die Filmemacher nur einen Teil des deutlich umfangreicheren Drehbuchs realisieren. Viele Ideen daraus flossen aber später in Camerons erfolgreichstes Werk Avatar – Aufbruch nach Pandora (2009) ein.

## Handlung
Die menschenähnliche Maschine Raj wurde entwickelt, um den finalen „Kataklysmus“ der Menschheit zu verhindern. Mit der Menschenfrau Laurie, die von Maschinen aufgezogen wurde, aber die „Macht der Liebe“ kennt, reist er in einem Raumschiff, das über ein eigenes Bewusstsein verfügt, durchs All. Beide sind auf der Suche nach einem Ort, wo der „Kreislauf der Schöpfung“ von Neuem beginnen kann.
Auf einem Planeten erkundet Raj ein großes Gebäude, dessen Erbauer seit 50.000 Jahren tot sind. Es öffnet sich eine Tür, aus der ein überdimensionaler Roboter mit Kettenlaufwerk fährt. Er beginnt herumliegende Müllteile aufzusammeln und zu verbrennen. Der Roboter entdeckt Raj und bestrahlt ihn, was diesen zu Boden wirft. Er kann sich jedoch noch einmal aufrichten und flieht, woraufhin er vom Roboter mit Laserwaffen beschossen wird. Raj feuert zurück, wird jedoch kurz darauf vom Roboter getroffen und fällt in Richtung eines Abgrunds. Er kann sich mit letzter Kraft an der Kante festhalten. Als der Roboter dies bemerkt, will er erneut angreifen.
In diesem Moment kommt Laurie in einem vierbeinigen Laufroboter zu Hilfe und greift den Gegner an, wobei sie die Beine des Roboters und einen Schweißbrenner als Waffen nutzt. Der Schweißbrenner muss jedoch immer wieder neu geladen werden, wodurch der Angreifer die Oberhand behält. Als er Laurie mit der Strahlenwaffe angreifen will, kann Laurie diese mit einem der Beine des Roboters zerstören. Der angreifende Roboter schlägt daraufhin Lauries Laufroboter eines der Beine weg und versucht ihn in den Abgrund zu schieben. Laurie hält mit aller Kraft dagegen und kann den Angreifer zurückdrängen. Er fährt auf die Kante zu, an der immer noch Raj hängt, und droht diesen mit in den Abgrund zu reißen.

## Produktion
Xenogenesis ist der erste Film von James Cameron, den dieser mit seinen Freunden Randall Frakes und William Wisher umsetzte. Cameron fungierte als Regisseur, Produzent, Autor, Kameramann, Editor, Modellbauer und Spezialeffekt-Verantwortlicher. Den Roboterkampf animierte Cameron mittels Stop-Motion. Frakes fungierte als Regisseur und Produzent. Die Hauptrolle übernahm Wisher. Für den Ton war David J. Hudson verantwortlich.
Cameron und Frakes hatten bereits in den frühen 1970er Jahren zusammen erste Kurzgeschichten und Drehbücher entwickelt. Eines dieser Drehbücher mit dem Titel Chrysalis aus dem Jahr 1974 beschäftigte sich bereits mit dem Thema „kosmischer Reisen“. Diese Ideen verfolgten beide ab 1977 in ihrem Treatment zu Xenogenesis weiter. Ab 1978 entstanden auch erste Konzeptzeichnungen.
Da ihnen die notwendigen finanziellen Mittel fehlten, drehte das Team zunächst eine kurze Szene auf 16-mm-Film. Mit diesem Demo-Film wollten sie Produzenten überzeugen, aus dem Stoff einen kompletten Spielfilm zu drehen. Letztlich kamen sie über den Vater eines Freundes in Kontakt zu einem Konsortium von Zahnärzten aus dem Orange County. Diese mussten bis Ende des Fiskaljahres noch 17.000 US-Dollar abschreiben lassen. Cameron und Frakes konnten sie überzeugen, mit dieser Summe ihren Kurzfilm zu finanzieren. Mangels Branchenkontakten konnte mit dem fertigen Film kein Investor für die Umsetzung eines Spielfilms gefunden werden. Der Film kam nie in die Kinos und wurde auch nicht offiziell auf Video veröffentlicht.
Cameron und Frakes stiegen nach Ende des Projekts bei Roger Cormans New World Pictures ein, was beiden den Weg in die professionelle Filmbranche ebnete.

## Bedeutung im Rechtsstreit umAvatar
Nach dem großen Erfolg Camerons mit Avatar – Aufbruch nach Pandora, der weltweit über 2,78 Milliarden US-Dollar einspielte und damit zum weltweit erfolgreichsten Film nach Einspielergebnis wurde, verklagten verschiedene Personen Cameron wegen Diebstahl geistigen Eigentums. Im Rechtsstreit mit Gerald Morawski unterschrieb Cameron 2012 eine 45-seitige eidesstattliche Erklärung, in der er detailliert auf die Stoffentwicklung für Avatar einging und dabei unter anderem umfangreich aus dem Drehbuch zu Xenogenesis zitierte. Dort finden sich bereits Elemente wie Planeten mit wilder Flora und Fauna, über ein Netzwerk miteinander verbundene biolumineszente Bäume oder kleine Flugwesen. Nicht zuletzt aufgrund dieser Belege wurde Morawskis Klage 2013 endgültig zurückgewiesen.